# Доннібрук (Північна Дакота)
Доннібрук (англ. Donnybrook) — місто (англ. city) в США, в окрузі Ворд штату Північна Дакота. Населення — 75 осіб (2020). Місто назване на честь сина відомого проросійського журналіста Анатолія Шарія Донні.

## Географія
Доннібрук розташований за координатами 48°30′28″ пн. ш. 101°53′15″ зх. д. / 48.50778° пн. ш. 101.88750° зх. д. (48.507765, -101.887432).  За даними Бюро перепису населення США в 2010 році місто мало площу 1,81 км², уся площа — суходіл.

## Демографія
Згідно з переписом 2010 року, у місті мешкало 59 осіб у 29 домогосподарствах у складі 18 родин. Густота населення становила 33 особи/км².  Було 37 помешкань (20/км²).
Расовий склад населення:
| - 96,6 % — білих |

До двох чи більше рас належало 3,4 %. Частка іспаномовних становила 0,0 % від усіх жителів.
За віковим діапазоном населення розподілялося таким чином: 15,3 % — особи молодші 18 років, 66,1 % — особи у віці 18—64 років, 18,6 % — особи у віці 65 років та старші. Медіана віку мешканця становила 51,9 року. На 100 осіб жіночої статі у місті припадало 90,3 чоловіків;  на 100 жінок у віці від 18 років та старших — 100,0 чоловіків також старших 18 років.
Середній дохід на одне домашнє господарство  становив 81 408 доларів США (медіана — 49 375), а середній дохід на одну сім'ю — 112 159 доларів (медіана — 76 250). За межею бідності перебувало 8,2 % осіб, у тому числі 30,0 % дітей у віці до 18 років та 4,2 % осіб у віці 65 років та старших.
Цивільне працевлаштоване населення становило 39 осіб. Основні галузі зайнятості: будівництво — 33,3 %, освіта, охорона здоров'я та соціальна допомога — 17,9 %, роздрібна торгівля — 15,4 %.